# Mérida UD
Mérida Unión Deportiva byl španělský fotbalový klub sídlící ve městě Mérida v autonomním společenství Extremadura. Klub byl založen v roce 1990 po zániku místního CP Mérida, zanikl v roce 2013 kvůli finančním problémům.
Své domácí zápasy hrál klub na stadionu Estadio Romano s kapacitou 14 600 diváků.

## Historické názvy
- 1990 – UD Mérida Promesas (Unión Deportiva Mérida Promesas)
- 2000 – UD Mérida (Unión Deportiva Mérida)
- 2005 – Mérida UD (Mérida Unión Deportiva)

## Umístění v jednotlivých sezonách
Legenda: Z – zápasy, V – výhry, R – remízy, P – porážky, VG – vstřelené góly, OG – obdržené góly, +/- – rozdíl skóre, B – body, červené podbarvení – sestup, zelené podbarvení – postup, světle fialové podbarvení – přesun do jiné soutěže
| Sezóny  | Liga                                       | Úroveň | Z  | V  | R  | P  | VG | OG | B   | +/- | Pozice |
| ------- | ------------------------------------------ | ------ | -- | -- | -- | -- | -- | -- | --- | --- | ------ |
| 1990/91 | Regional Preferente de Extremadura – sk. ? | 5      | …  | …  | …  | …  | …  | …  | …   | …   | 1.     |
| 1991/92 | Tercera División – sk. XIV                 | 4      | 38 | 17 | 12 | 9  | 66 | 40 | +26 | 46  | 6.     |
| 1992/93 | Tercera División – sk. XIV                 | 4      | …  | …  | …  | …  | …  | …  | …   | …   | 10.    |
| 1993/94 | Tercera División – sk. XIV                 | 4      | …  | …  | …  | …  | …  | …  | …   | …   | 3.     |
| 1994/95 | Tercera División – sk. XIV                 | 4      | …  | …  | …  | …  | …  | …  | …   | …   | 9.     |
| 1995/96 | Tercera División – sk. XIV                 | 4      | …  | …  | …  | …  | …  | …  | …   | …   | 4.     |
| 1996/97 | Tercera División – sk. XIV                 | 4      | …  | …  | …  | …  | …  | …  | …   | …   | 5.     |
| 1997/98 | Tercera División – sk. XIV                 | 4      | …  | …  | …  | …  | …  | …  | …   | …   | 2.     |
| 1998/99 | Tercera División – sk. XIV                 | 4      | …  | …  | …  | …  | …  | …  | …   | …   | 4.     |
| 1999/00 | Tercera División – sk. XIV                 | 4      | 38 | 26 | 6  | 6  | 77 | 28 | +49 | 84  | 1.     |
| 2000/01 | Tercera División – sk. XIV                 | 4      | 38 | 23 | 10 | 5  | 88 | 29 | +59 | 79  | 1.     |
| 2001/02 | Segunda División B – sk. IV                | 3      | 38 | 17 | 13 | 8  | 42 | 30 | +12 | 64  | 4.     |
| 2002/03 | Segunda División B – sk. IV                | 3      | 38 | 12 | 10 | 16 | 32 | 39 | -7  | 46  | 13.    |
| 2003/04 | Segunda División B – sk. IV                | 3      | 38 | 8  | 11 | 19 | 21 | 48 | -27 | 35  | 18.    |
| 2004/05 | Tercera División – sk. XIV                 | 4      | 38 | 29 | 6  | 3  | 69 | 12 | +57 | 93  | 1.     |
| 2005/06 | Segunda División B – sk. IV                | 3      | 38 | 14 | 10 | 14 | 40 | 43 | -3  | 52  | 9.     |
| 2006/07 | Segunda División B – sk. IV                | 3      | 38 | 14 | 6  | 18 | 34 | 44 | -10 | 48  | 15.    |
| 2007/08 | Segunda División B – sk. IV                | 3      | 38 | 19 | 7  | 12 | 59 | 47 | +12 | 64  | 4.     |
| 2008/09 | Segunda División B – sk. IV                | 3      | 38 | 17 | 11 | 10 | 50 | 34 | +16 | 62  | 7.     |
| 2009/10 | Tercera División – sk. XIV                 | 4      | 38 | 21 | 9  | 8  | 56 | 28 | +28 | 72  | 5.     |
| 2010/11 | Tercera División – sk. XIV                 | 4      | 38 | 15 | 13 | 10 | 48 | 32 | +16 | 58  | 5.     |
| 2011/12 | Tercera División – sk. XIV                 | 4      | 38 | 14 | 11 | 13 | 42 | 43 | -1  | 53  | 8.     |
| 2012/13 | Tercera División – sk. XIV                 | 4      | 38 | 15 | 11 | 12 | 47 | 38 | +9  | 56  | 6.     |

Poznámky:
- 2008/09: Klub se po sezóně umístil na nesestupovém sedmém místě, ale kvůli neplnění svých závazků vůči hráčům (výplaty atd.) byl klub přeřazen o soutěž níž.